# Jack & Jack
Джек и Джек (англ. Jack & Jack) — американский хип-хоп/рэп дуэт, состоящий из Джека Гилински и Джека Джонсона, которые встретились в дошкольном возрасте. Они выпустили 7 синглов на Itunes и планируют выпуск 5 песен в своем будущем ЕР. Они также размещают видео в 6-ти секундных видео Vine и с тех пор накопили 4,3 млн. последователей. Они больше всего известны своим синглом «Wild Life» 2014 года, которая достигла 87 номера в чарте US Billboard Hot 100.

## История
Джек Эдвард Джонсон и Джек Финнеган Гилински родились в Омахе, штат Небраска. Они встретились в детском саду и сразу же подружились, т.к были одеты в одинаковых футболках с надписью «Джек». И оставались друзьями на протяжении младшей и средней школы.

## Карьера
28 января 2014 Джек и Джек выпустили свой дебютный сингл «Distance». 24 февраля 2014 они выпустили свой второй сингл «Flights». 9 апреля 2014 они выпустили свой третий сингл «Paradise (Never Change)». 1 июля 2014 они выпустили свой четвёртый сингл «Doing It Right». Официальный клип на «Doing It Right» был размещен на их YouTube 3 июля 2014 года. 7 августа 2014 они выпустили свой пятый сингл «Wild Life». 12 августа 2014 они выпустили свой шестой сингл «Cold Hearted». 3 сентября 2014 года они выпустили свой седьмой сингл «Tides». Песня Wild Life вошла в Billboard Hot 100 США под номером 87, это их первый сингл, который вошел в Billboard Hot 100 в США. Они также были частью тура MAGCON.

## Медиа
У Джеков есть совместная страница на Vine «Jack and Jack» и YouTube «JackandJackVideos», но у них есть отдельные твиттер и инстаграм: jackgilinsky и jackjackjohnson. На сентябрь 2015 их Twitter объединяет свыше 2,7 млн. последователей, а их Instagram более 3,2 млн. последователей. Их вайны в основном комедийные, но иногда Гилински поет, а Джонсон играет на фортепиано, гитаре или битбоксит. Они даже разместили музыкальный вайн с Шоном Мендесом.

## Личная жизнь
С 2015 и по 2017 год Джек Гилински встречался с певицей Мэдисон Бир.

## Дискография
| Год  | Название                  | Позиции в чартах |
| Год  | Название                  | США              |
| ---- | ------------------------- | ---------------- |
| 2013 | «Indoor Recess»           | —                |
| 2014 | «Distance»                | —                |
| 2014 | «Flights»                 | —                |
| 2014 | «Paradise (Never Change)» | —                |
| 2014 | «Doing It Right»          | —                |
| 2014 | «Wild Life»               | 87               |
| 2014 | «Cold Hearted»            | —                |
| 2014 | «Tides»                   | —                |
| 2014 | «Groove»                  | —                |
| 2014 | «Right Where You Are»     | —                |
| 2014 | «Like That»               | —                |
| 2014 | «I’m in»                  | —                |

## Фильмография
4 декабря прошла закрытая премьера документального фильма о Джеках «JACK AND JACK: THE MOVIE»

## Туры
Джеки посещали Meet and Great конференции MAGCON Tour, в основном в 2014 году. Теперь они гастролируют с DigiTour Медиа, который начался 17 августа в Кливленде, Огайо и совершает поездку по стране, в том числе DigiFest в Миннесоте, и закончился 10 сентября в Вашингтоне, округ Колумбия (в день рождения Джека Гилински). У Digitour Джек и Джек есть специальные гости, такие как Нэйт Малоли, Сэм Уилкинсон, Джейк Фуши, Коди Джонс, Кенни Холланд и многие другие. В будущем Джеки планируют большой тур.